# Dave Tomassoni
David Joseph Tomassoni, detto Dave (Bemidji, 5 dicembre 1952 – Duluth, 11 agosto 2022), è stato un politico e hockeista su ghiaccio statunitense naturalizzato italiano.

## Biografia

### Sportivo
Terminata l'università (giocò i campionati NCAA con la maglia dell'University of Denver), si trasferì in Italia, paese di origine della famiglia (i suoi antenati provenivano dall'Umbria), dove giocò pressoché per tutta la sua carriera hockeistica. Vestì le maglie di Gardena (uno scudetto vinto nel 1975-1976), Renon, Merano (uno scudetto vinto nel 1985-1986), Bolzano, Asiago, Varese e Milano Saima (uno scudetto vinto nel 1990-1991).
Vestì la maglia della nazionale azzurra tra il 1976 (esordio in un incontro amichevole contro la rappresentativa B della Germania Ovest) ed il 1986. Ha preso parte a cinque edizioni dei mondiali (1977 e 1979 in gruppo C, 1981 in gruppo B, 1982 e 1983 nel mondiale élite) ed al torneo olimpico di Sarajevo 1984.

### Politico
Dopo aver appeso i pattini al chiodo, Tomassoni si impegnò in politica nelle file del Partito Democratico-Contadino-Laburista del Minnesota, affiliato locale del Partito Democratico. Venne eletto alla Camera dei rappresentanti del Minnesota per la prima volta nel 1993, venendo poi sempre riconfermato fino al 2001.
Alle elezioni del 2000 fu eletto al Senato del Minnesota venendo confermato poi nel 2002, 2006, 2010, 2012, 2016 e 2020. Nel periodo 2001-2007 è stato whip della maggioranza.

Pochi giorni dopo le elezioni del 3 novembre 2020, che avevano visto prevalere i repubblicani per un solo seggio, Tomassoni venne eletto presidente del Senato per le ultime settimane prima dell'insediamento della nuova legislatura; pochi giorni dopo, assieme a un altro senatore eletto nelle file del Partito Democratico-Contadino-Laburista del Minnesota, Tom Bakk, lasciò il partito formando un gruppo di indipendenti al Senato del Minnesota. Nella prima seduta della nuova legislatura, il 5 gennaio 2021, Tomassoni fu eletto presidente pro tempore (di fatto, il vicepresidente) del Senato.

### Morte
Nel luglio del 2021 annunciò pubblicamente che gli era stata diagnosticata la sclerosi laterale amiotrofica. Morì un anno dopo per le complicazioni della malattia neurodegenerativa, lasciando la moglie Charlotte, tre figli e sei nipoti.

## Palmarès
- Campionato italiano: 3

HC Gardena: 1975-1976
HC Merano: 1985-1986
HC Milano Saima: 1990-1991